# The Jezabels
The Jezabels sind eine vierköpfige australische Indie-Rock-Band aus Sydney.

## Bandname
Der Name der Band bezieht sich auf die alttestamentarische Frauengestalt der Jezebel (dt. Isebel), die gemeinhin einen schlechten Ruf als Prostituierte genießt, was aber laut Frontfrau Hayley Mary eine bewusste Fehlinterpretation sei: Jezebel stand am Übergang von einer polytheistischen zu einer patriarchalisch-monotheistischen Gesellschaft, und weil sie nicht willens war, ihre alten Götter aufzugeben, wurde sie Mary zufolge von den neuen Machthabern diffamiert.

## Bandgeschichte

### Frühe Jahre
Hayley Mary (* 29. April 1987) und Keyboarderin Heather Shannon (* 31. Juli 1986) stammen aus Byron Bay und gingen ebenso wie das spätere Bandmitglied Sam Lockwood, der in Bangalow lebte, auf die Byron Bay High School. Dort bildeten sie ein Folkduo, wobei Mary sang und Shannon Violine spielte.
Shannon spielte 2006 und 2007 Piano und Violine im Sydney Youth Orchestra und war Mitglied in mehreren anderen Orchestern in Sydney, darunter dem elektro-akustischen Splinter Orchestra. Sie schloss 2009 eine klassische Klavierausbildung (u. a. unter Daniel Herscovitch) am Sydney Conservatorium of Music mit dem Bachelor of Music Performance ab. Im selben Jahr gründete sie zusammen mit einer Kommilitonin, der Klarinettistin Emma Hunt, das Kammerorchester-Trio Trois, das mit wechselnden Musikern, u. a. der Flötistin Emma Lefroy, ergänzt wurde.
An der University of Sydney trafen Mary und Shannon Sam Lockwood, der als Gitarrist einen Country- und Bluegrass-Hintergrund hatte. Zu diesem Zeitpunkt hieß die Band noch The Neon Stetsons. Zuletzt stieß Drummer Nik Kaloper hinzu. Er kam vom Thrashmetal-Punk, war zuvor Mitglied bei Schrödinger’s Cat und Power Flame und hatte als Jugendlicher in einer kalifornischen Marching Band gespielt. Sie schlossen sich 2007 zusammen und nahmen an einem Bandcontest in der Manning Bar ihrer Universität teil, bei dem sie den zweiten Platz belegten. Dave Batty, der in der Jury saß, wurde ihr Manager.

### EPs (2009 / 2010)
Ihre ersten Veröffentlichungen waren EPs, darunter Dark Storm, das zwei Auszeichnungen („Best Independent Artist“ und „Best Independent Single / EP“) bei den Independent Music Awards gewann. Ein inoffizielles Musikvideo mit dem Mountainbiker Danny MacAskill, in dem zu seinen Tricks im Hintergrund A Little Piece lief, verschaffte ihnen zusätzliche Aufmerksamkeit in der Netzgemeinde.
In ihren frühen Bandjahren (vor 2009) spielten sie im Vorprogramm australischer Bands, wie Bluejuice, Cassette Kids, Damn Arms, Dukes of Windsor, Ghostwood, Regurgitator, Sparkadia und Van She. Die Kanadierinnen Tegan and Sara engagierten sie 2010 als Vorband für ihre Australientour. 2011 spielten sie auf dem Reeperbahn Festival in Hamburg.
Mit Dark Storm aus ihrer dritten EP konnten sie sich erstmals in den australischen Charts platzieren, und auch wenn das Lied nur auf Platz 40 kam, wurde es schließlich mit Gold ausgezeichnet.
Im November 2010 veröffentlichte die dreifache slowenische Agility-Weltmeisterin Silvia Trkman ein mit A Little Piece unterlegtes Video, in dem ihr Hund Le einen Parcours absolvierte.

### Prisoner(2011)
2011 erschien ihr von Lachlan Mitchell (Mitglied bei der Blackmetal-Band Nazxul) produziertes Debütalbum Prisoner bei Pias. Es stieg im Oktober auf Platz 2 der australischen Albumcharts ein und gewann einen ARIA Award der australischen Musikindustrie als bestes Independent-Album, in sieben weiteren Kategorien war es nominiert. The Jezabels gewannen den mit 30.000 australischen Dollar dotierten Australian Music Prize für ihr Album. Außerdem wurde es vom australischen Rolling Stone Anfang 2012 als Album des Jahres ausgezeichnet.
2012 traten The Jezabels unter anderem beim Coachella Valley Music and Arts Festival in Kalifornien, beim Lollapalooza in Chicago, bei T in the Park, de-Affaire, dem Melt!, dem Dockville und dem Pukkelpop-Festival auf. Ihr Album Prisoner wurde im Ausland veröffentlicht und schaffte es in Deutschland und der Schweiz in die Charts. Das Coverfoto zeigt eine Landschaft und wurde in Jindabyne aufgenommen.
Gunther Reinhardt vom deutschen Rolling Stone vergab 3 von 5 möglichen Sternen. In seiner Rezension hieß es: „Die Songs auf ‚Prisoner‘ vertonen die Dramen des Lebens mit Verve, immer wieder schieben sich – begleitet von ungeraden Rhythmen – Synthesizer, Gitarren und Hayleys [sic!] Marys Stimme übereinander. […] Manchmal verwechseln The Jezabels aber Aufdringlichkeit mit Dringlichkeit. […] [U]m dieses Album zu mögen, muss man sowieso das Opulente, das Epische lieben, muss auch Ausflüge des Powerpop in den Mainstream (‚Long Highway‘) aushalten können.“
David Fricke vom amerikanischen Rolling Stone vergab die Höchstzahl von vier Sternen und zog die üblichen Vergleiche zu U2, Björk und Kate Bush, aber auch zu Explosions in the Sky. Die Songs (City Girl und Nobody Nowhere) seien „unerschrockene Sezierungen verzweifelter Beziehungen“ („intrepid dissections of desperate connection“).
Caroline Sullivan vom Guardian verlieh 3 von 5 Sternen und verortete Prisoner unter Gothic und Rock ’n’ Roll. Der hochdramatische, radiofreundliche Emo zeige Ähnlichkeiten mit Paramore und Evanescence. Die „Kirsche auf der Torte“ sei Hayley Mary, die dem Album Charakter verleihe.
Dom Gourlay von drownedinsound.com äußerte sich überwiegend positiv (insbesondere zur Bühnenpräsenz der Band), vergab 7 von 10 Punkten und zog Vergleiche zu U2, Stevie Nicks bzw. Fleetwood Mac, Liz Fraser, Kate Bush, David Lynch, Florence Welch und Lana Del Rey. Laut seinem Fazit sei Prisoner zwar nicht der erhoffte zeitlose Klassiker, aber ein solides Debüt, das der Band eine strahlende Zukunft versprechen könnte.
Das Rockmagazin Eclipsed gab dem Debüt 8 von 10 Punkten. Das Titelstück mache keine Gefangenen und etabliere raumgreifende, schwermütige Stimmung. Kirchenorgel und tremolierende Slide-Gitarren legten eine gothic-düstere Basis, bis Hayley Mary ihre klare, tiefe, quecksilbrige Stimme erhebe. Nach Vergleichen zu Muse, Zola Jesus und Stevie Nicks und der Erwähnung von Kalopers brodelnd-galoppierenden Trommelkaskaden kam die Rezension zu dem Schluss, dass die Band sich und dem Publikum kaum Luft zum Atmen lasse, dafür aber „einen ersten Eindruck mit intensivem Nachhall“ hinterlasse.
Dennis Drögemüller vergab 7 von 12 Punkten für visions.de. Er hielt den schwelenden Hype um die Band für durchaus berechtigt und zog Vergleiche mit U2 und den Smashing Pumpkins. Hayley Mary wechsle souverän durch die Oktaven und Stimmungen und klinge nach Tori Amos, Dolores O’Riordan, Melissa Auf der Maur oder PJ Harvey, aber eigentlich immer nach Kate Bush. Drögemüller lobte auch Kalopers exzellentes Schlagzeugspiel, meinte aber, dass zum Ende des Albums hin die Spannung rapide nachlasse, „ein unnötiger Patzer auf einem guten Debüt einer stellenweise brillanten Synthie-Popband im Indierock-Körper.“
Für den Sampler The RocKwiz Duets Volume IV - With a Little Help from Our Friends coverte Mary 2012 zusammen mit dem in Neuseeland geborenen Maori und australischen Sänger Jon Stevens (Noiseworks, INXS, The Dead Daisies) Where the Wild Roses Grow (Original von Nick Cave and the Bad Seeds und Blixa Bargeld bzw. Kylie Minogue).
Für den Sampler Mélodie Française coverten die Jezabels 2013 Renauds Morgane de toi.
Zum zehnjährigen Erscheinen des Albums gingen die Jezabels im Juni 2022 auf Australientour und spielten Prisoner zum ersten Mal in voller Länge live. Aus diesem Anlass wurde das Album am 19. November 2021 in einer Jubiläumspressung erneut als Schallplatte veröffentlicht. Außerdem erschien eine limitierte und nur für Ticketkäufer erhältliche Liveaufnahme von City Girl, die 2011 im Forum Theatre in Melbourne entstanden war, als 7″-Single. Supportet wurde die Tour durch We Lost the Sea.

### The Brink(2014)
2014 spielte die Band u. a. beim Glastonbury-Festival, dem T-in-the-Park-Festival, dem Montreux Jazz Festival und dem Deichbrand. Zuvor erschien im selben Jahr das zweite Album The Brink bei Pias. Es wurde von Dan Grech-Marguerat (auch Produzent von Radiohead, Scissor Sisters, Kooks und Lana Del Rey) in London produziert und in den dortigen Abbey Road Studios gemastert. Das Artwork stammte von dem 1965 in Kętrzyn geborenen polnischen Künstler Jarek Puczel.
Der Guardian vergab die Bestnote von 5 Sternen. Harriet Gibsone sah The Brink durch The Edge beeinflusst. Bei Psychotherapy fühlte sie sich an Shakespears Sister erinnert. Das Album missachte vollständig Subtilität und Coolness. Die Songtexte seien mit Wut und sozialen Frustrationen gewürzt. Das Album sei überwiegend regressiv, aber in gewisser Weise zufriedenstellend.
Ben Philpott verriss The Brink für drownedinsound.com (4 von 10 Punkten von ihm, 3 von den Usern, Stand August 2024). Er sprach dem Album jegliche Individualität ab. Es gehe zwar mit dem Titelstück noch ganz gut los, das laut und selbstbewusst sei, aber jegliche Illusion von Rock-’n’-Roll-Sensibilität werde bei Look of Love, einer vierminütigen, glitterüberzogenen, nicht überzeugenden Ejakulation von Soundsperma („glitter coated sonic spunk“), zugunsten der altbewährten Discopop-Formel über Bord geworfen. The Brink sei wahrscheinlich ein großartiges vorpubertäres Album für Hörer, die noch keinen richtigen Einstieg in die Liebe zur Musik gefunden hätten. Philpotts Resümee lautete: „Es ist Vanille, es ist Milch im Tee, es ist Lagerbier, es ist morgendlicher Stuhlgang. Es ist nun mal so.“
Thomas Winkler vom Musikexpress verlieh The Brink 4 von 6 Sternen. Er zog ebenfalls einen Vergleich zu U2 und meinte, The Brink sei „ein Wind, der den Kopf frei bläst mit Gitarren, die sich große Mühe geben, kraftvoll zu klingen, und sich doch niemals zu phallischer Größe aufrichten.“ Den Jezabels gelinge es immer wieder, „die Rockismen und die Indie-Klischees mit Sexyness und Eleganz auszustatten.“
Eclipsed bewertete The Brink mit 7 von 10 Punkten. Die Rezension sprach von einem zweischneidigen Gefühl: Einerseits klinge das Album, dies liege vor allem am mitreißenden Gesang, teilweise richtig überzeugend und erinnere bei den leiseren Stellen an Bands wie 10.000 Maniacs, bei den schnelleren sogar an die Go-Go’s. Andererseits bewege sich die Band zu oft an der Grenze zum belanglosen 1990er-Jahre-Pop. Manchmal klinge das Ganze sogar nach Beyoncé und Konsorten, also nicht so prickelnd.
Kai Butterweck rezensierte The Brink für laut.de. Unter der Überschrift „Die Sucht nach Perfektion.“ meinte er, dass The Jezabels in ihrem zweiten Anlauf erneut opulente 80s-Erinnerungen mit crunchiger Neuzeit paarten und alles mit überschwänglichen Melodien und viel Theatralik ausformten. Er erwähnte Marys schluchzenden Gesang, halllastige Drums, eingestreute Streicher, cleane Gitarren, ausladende Synthieflächen, außerdem gebe es viel Dynamik und Bombast. No Country bezeichnete er als kleines, stadiontaugliches Schwesterchen von U2s Where the Streets Have No Name. The End und Got Velvet seien, was Dynamik und Pathos angehe, kaum mehr zu übertreffen. Der Drang nach Perfektion lasse aber Elementares in den Hintergrund rücken. Mit ausgebreiteten Armen und wehenden Fahnen schreite die Band ins gleißende Licht, ohne nach rechts oder links zu blicken, was das pompöse Fundament bei Time to Dance und Angels of Fire bröckeln lasse. Er kritisierte die auf Hochglanz polierten Harmonien, die dafür sorgten, dass das hehre Ziel, allerdings knapp, verpasst werde. Das Album bekam drei von fünf Sternen.
The End erhielt die Auszeichnung als beste Single des Jahres vom australischen Rolling Stone.
No Country und Marianne (Bonus-Track auf der australischen Ausgabe des Albums) wurden von Julian Assange inspiriert.
An Marys 27. Geburtstag spielten The Jezabels im Sydney Opera House. Am Tag zuvor hatten sie dort ebenfalls einen Auftritt, den Bernard Zuel für den Sydney Morning Herald rezensierte. Er lobte ihren Mut, mit gerade einmal zwei Alben im Rücken dort aufzutreten. Shannon eröffnete das Konzert mit einer klassischen Eigenkomposition an der schwer zu spielenden Sydney Opera House Grand Organ. Zuel fand die Nervosität der Band angesichts der Location erklärlich, bemängelte aber den Sound und einen fehlenden Bassisten, der als Unterstützung hilfreich gewesen wäre. Er hielt die Songs für stark von U2 beeinflusst und meinte, dass Mary im Laufe des Konzerts immer selbstbewusster geworden sei.
2014 veröffentlichte Danny MacAskill ein Video mit der verlassenen argentinischen Stadt Epecuén als Kulisse, wobei Long Highway als Hintergrundmusik diente.

### Synthia(2016)
Ihr drittes Album Synthia erschien 2016 bei Caroline / Universal. Produzent war wie beim Debüt Lachlan Mitchell. Der Albumtitel spielt auf die neuen Synthesizer (darunter ein Prophet ’08), die sich Shannon für das Album angeschafft hatte, und den Vornamen Cynthia an. Das Album stieg auf Platz 4 der australischen Charts ein. In den „Carlton Dry Independent Music Charts“ erreichte es Platz 1. Das Cover zeigt eine Frau, die ihre Zwillingsschwester auf dem Rücken trägt.
Die dazugehörige Welttournee musste kurz vor Erscheinen des Albums abgesagt werden, weil Heather Shannon wegen Eierstockkrebses im Royal Hospital for Women in Sydney behandelt werden musste. Da sie sich mittlerweile ausreichend erholt hatte, konnte die Band im Juli verkünden, dass die Tour ab September nachgeholt werden könne.
Die erzwungene Auszeit vom Tourleben nutzte Shannon für eine Kollaboration mit Peter Garrett (Midnight Oil) auf dessen Solodebüt A Version of Now. Hayley Mary unterstützte Birds of Tokyo gesanglich bei Discoloured auf deren Album Brace. Für das australische HipHop-Duo Horrorshow sang sie bei After Dark auf deren Album Bardo State. Zusammen mit Michael Dow steuerte sie Flawless als Original Music für den SciFi-Thriller Butterflies bei.
Sam Lockwood startete ein Solo- und Remixprojekt namens Marat Sad. Im September 2016 erschien der Marat-Sad-Remix von Look Outside auf dem Electro-Minialbum Everything Is Burning (Metanoia Addendum) von IAMX, einem Soloprojekt von Chris Corner (Sneaker Pimps). Der Mix stammte von Nik Kaloper.
Synthia bekam 5 von 5 möglichen Punkten vom Kritiker des Guardian. Der australische Rolling Stone sprach von „einer starken Rückkehr zu alter Form“ („strong return to form“). Der deutsche Rolling Stone attestierte dem Album dagegen „eine ordentliche Portion Mainstreampathos“ und verlieh 2,5 von 5 Punkten. Franz Stengel vom Musikexpress hielt das Album für eher schwach („Zu vieles bleibt […] im aufgebauschten Schönklang stecken.“) und vergab 3 von 6 Sternen. Uwe Wohlmacher, Moderator und Kritiker für Tonart bei Deutschlandradio Kultur, vermisste das „gewisse Extra“ und schrieb: „Hübsch anzuhören und ein Schritt nach vorne, aber immer noch nicht wieder so gut wie beim Debüt“.
Unter der Überschrift „Der Geist der New Wave geht um.“ besprach Andrea Topinka das Album für laut.de. Der Vorgänger The Brink sei richtungslos gewesen und bei den Kritikern durchgefallen. Synthia sei zwar nicht durchgehend abwechslungsreich und überwältigend inszeniert, diesmal gäbe es aber keinerlei Ausfälle. Topinka lobte Marys facettenreiche Stimme. Cyndi Lauper sei die Referenzfigur. Genderthemen, Rollenvorstellungen, Frauenbilder (Smile) und sexuelle Freiheit (Pleasure Drive) würden behandelt.
Das Fazit lautete: „Etwas über 50 Minuten Synthesizer-Wabern, ausufernde Gitarren, kraftvolle Drums und ein Gefühlsbad zwischen Pathos, Stärke, Fragilität und Lässigkeit fordern durchaus ein bisschen Geduld. In die Platte reinzukommen, das dauert. Es lohnt sich aber: Synthia geht nicht nur als genderpolitisches Statement durch, sondern auch als gelungenes Update der Klänge der 80er.“ Die Wertung lag bei vier von fünf Sternen.
Eric Meyer rezensierte Synthia für plattentests.de. Auch er sprach von Bombast und zog den Vergleich mit Cyndi Lauper. Die Melange, die die Jezabels böten, reiche von „berauschender Ruhe bis hin zu flackernder, wuchtiger Ekstase“. Er lobte Marys zart-theatralische Stimme und Kalopers Rhythmusarbeit. Mary prangere gesellschaftliche Rollen- und Geschlechter-Klischees an und hinterfrage diese auch in der Rockmusik. Synthia sei das authentischste Statement, was The Jezabels beisteuern könnten. Das Album erhielt jeweils 7 von 10 Punkten, sowohl vom Rezensenten als auch vom Publikum (Stand April 2024).
Come Alive war als erstes Vorveröffentlichungsvideo im November 2015 erschienen. Die darin zu sehende Hexenverfolgung und -verbrennung wurde von der Melbourner Produktionsfirma Oh Yeah Wow im Stop-Motion-Verfahren unter der Regie von Darcy Prendergast und Xin Li animiert. Hierfür wurden tausende Ölgemälde auf Glasplatten angefertigt.
Die Eröffnungssequenz von Stand and Deliver ist eine Paraphrase von Shirley Temples When I’m with You aus ihrem Film Süßer kleiner Fratz. Pleasure Drive wurde von Zero Percent geremixt, ein Projekt, hinter dem Kim Moyes von den Presets und der australische DJ und Labelgründer Mike Callander standen.
Der Japaner Kenichi Ito, schnellster Mann der Welt auf allen vier Gliedmaßen, ist in dem im Mai 2016 veröffentlichten Video zu My Love Is My Disease bei einer Verfolgungsjagd mit einem Zugpendler durch die Straßen Tokios zu sehen.
Im September 2017 unterstützten die Jezabels Flüchtlinge, indem sie für Amnesty Internationals Give-a-Home-Kampagne bei Sofar (Songs from a Room) in Sydney auftraten.
Im November 2023 traten die Jezabels beim Always-Live-Festival vor dem Kryal Castle in Ballarat und beim Tubular Festival in Gosford auf.

### Nebenprojekte (ab 2017)
Im Juni 2017 veröffentlichte Mary zusammen mit den Londoner Produzenten Michael und James Dow (alias The Brothers Chrom) von der Band Portasound unter dem Projektnamen Cult of Helix ein Video zu der elektronisch geprägten Single Blood.
Ende 2017 wurde Shannon vom Queensland Symphony Orchestra beauftragt, ein klassisches Stück für das WAVE Festival zu schreiben. Sequence and Variation wurde vom Metropolitan Orchestra Sydney unter der Leitung von Sarah-Grace Williams im ABC Centre aufgenommen und in der Petersham Town Hall aufgeführt. Außerdem schrieb sie Study in Morbid Fragments, ein Stück für Kammerorchester, das vom Queensland Symphony Orchestra im Brisbane Powerhouse Theatre dargeboten wurde.
2018 wurde sie vom Polyphony Choir in Sydney mit zwei Stücken für Gesang und Synthesizer betraut, die Text der Dichterin Judith Wright enthielten und unter dem Titel The Angel Leads aufgeführt wurden. Anfang 2019 gab das ACO Collective (Australian Chamber Orchestra) die klassischen Stücke Ricochet und Ricochet from a Distance bei Heather Shannon in Auftrag.
Als Inspiration für ihre Kompositionen gibt Shannon Missy Mazzoli, Mica Levi, Mario Diaz de Leon, Anna Clyne, Éliane Radigue, Björk und Polina Nataykinskaya an.
Nik Kaloper war 2018 für die Aufnahme des Berzerker-Boyz-Albums der gleichnamigen Hardcorepunkband aus Sydney verantwortlich.
Im Oktober 2019 veröffentlichte Hayley Mary ihre Solo-Debüt-Single The Piss, the Perfume. Im Dezember kam Ordinary Me heraus. Produzent war jeweils Scott Horscroft (Silverchair, The Presets, Middle Kids). Co-Autor bei beiden Songs war ihr Lebensgefährte Johnny Took (seit Januar 2023 ihr Ehemann) von der australischen Band DMA’s. Bei The Piss, the Perfume wurde Hayley Mary außerdem von Patrick Harrowsmith (Gitarrist bei Green Buzzard und Ghostwood) unterstützt. Das Video entstand u. a. in einem Pub in Sydney unter der Regie von McLean Stephenson. Im Januar 2020 brachte sie das offizielle Video zu Like a Woman Should heraus. Im April wurde Brat auf YouTube veröffentlicht. In dem Video tätowiert Matty D’Arienzo Hayley Mary den Songtitel auf den linken Oberarm. Alle Lieder erschienen im Januar 2020 auf der EP The Piss, the Perfume beim I-OH-YOU-Label.
Michael Vince Moin rezensierte die EP für beat.com.au. Marys Pop sei mutig, aufregend und emotional reif. Er lobte ihre Stimme beim Opener The Piss, the Perfume und fühlte sich bei Brat und Like a Woman Should an The Cranberries und Concrete Blonde erinnert. Er hätte sich allerdings lieber ein längeres Album gewünscht.
The AU Review wählte The Piss, the Perfume Mitte Januar 2020 zum Album der Woche und vergab 4 von 5 Sternen. Dylan Marshall erkannte einen Trend in Richtung Pop und Americana. Like a Woman Should sei ein Liebeslied, das implizit von „toxischen Menschen“ (insbesondere Männern) handele. Ordinary Me habe auch von den Cranberries stammen können. Der Aufenthalt Marys und Tooks in Edinburgh habe Mary, die dort in einem Café arbeitete und zwischenzeitlich nicht mehr habe schreiben wollen, künstlerisch neu motiviert. Brat fühle sich wie ein Lied von Alex Lahey oder Ali Barter an und sei ein großartiger Abschluss der EP.
Im Januar 2020 erhielt Shannon das Prelude-Stipendium vom Bundanon Trust. Im Herbst 2020 unterrichtete sie Musik für das TAFE-NSW-Programm (Technical and Further Education) und am Sydney Conservatorium of Music, wo sie den Master in
Composition (research) zum Thema Australian Gothic erwarb. Die Beschäftigung mit diesem Fachgebiet inspirierte Shannon zu den Ambient-Stücken Day at the Beach und Strange Roses, ein aus drei Sätzen bestehendes Stück, das im August 2023 vom Metropolitan Orchestra Sydney unter der Leitung von Sarah-Grace Williams und mit Shannons Beteiligung in Marrickville uraufgeführt wurde.
Im Februar 2020 beteiligte sich Mary zusammen mit anderen australischen Musikern und Musikerinnen an Fire Aid, einem Konzert in Adelaide zugunsten der CFS-Stiftung (Country Fire Service), von Blaze Aid, einer Freiwilligenorganisation, die bei Naturkatastrophen hilft, und von SAVEM (South Australian Veterinary Emergency Management), das sich für die Rettung von Wildtieren einsetzt. Anlass war die zu diesem Zeitpunkt anhaltende Buschfeuerkatastrophe in Australien.
Am ersten Isol-Aid-Onlinefestival im März 2020 zur mentalen und finanziellen Unterstützung von Künstlern und Künstlerinnen, die durch Covid-19-Maßnahmen betroffen waren, nahm Hayley Mary zusammen mit Johnny Took teil. Im September 2021 beteiligte sie sich zusammen mit anderen australischen Künstlern am Isol-Aid-Instagram-Konzert Artists for Afghanistan. Ein Jahr später, erneut im September, nahm sie unter dem Motto „Support the Artists“ daran teil, diesmal zugunsten von Musikern, Musikerinnen und deren Teams, die aufgrund von Tourausfällen durch Covid-19 finanzielle Einbußen hinnehmen mussten.
Im April 2020 veröffentlichte KYVA, ein Projekt von Kyle Linahan, die Single Dollar Sign. Co-Autoren waren Shannon und Lockwood, der auch als Co-Produzent fungierte.
Im Mai 2020 erschien Jack Colwells Album Swandream, auf dem Lockwood als Gitarrist mitwirkte. Der australische Singer-Songwriter und die Jezabels waren im September 2017 am Unity,-the-Equality-Campaign-Konzert im Enmore Theatre in Sydney beteiligt. Die Kampagne hatte die rechtliche Gleichstellung homosexueller Ehen in Australien und die Unterstützung der LGBTQIA-Community zum Ziel.
Ebenfalls im Mai 2020 veröffentlichte die Together-in-Art-Initiative der Art Gallery of New South Wales Shannons Performance ihrer während eines Aufenthalts 2017 auf Island entstandenen Klavierkomposition Midnight Sun als Video. Im Hintergrund der Aufführung ist das 2019 entstandene Gemälde Nocturne 3 (departing nocturne) des 1978 geborenen iranischen Künstlers Kamrooz Aram zu sehen.
Heather Shannon und die Bratschistin Mara Schwerdtfeger waren Teil des Alaska Orchestras, das am 20. Juni 2020 unter der Leitung von Megan Alice Clune Brian Enos Album Ambient 1: Music for Airports „neu erdachte“. Die Aufführung wurde live aus dem Joan Sutherland Theatre im Sydney Opera House gestreamt und von der aus Sydney stammenden Videokünstlerin Carla Zimbler begleitet.
Auf Wunsch ihrer Twitter-Follower coverte Mary im Juli 2020 Can’t Stand Me Now von The Libertines. Das dazugehörige Video wurde von Johnny Took in Bendigo gefilmt. Took führte auch Regie.
Im September 2020 coverte Hayley Mary zusammen mit Paul Dempsey (Something for Kate) per Videoschalte Iggy Pops Candy.
Im November 2020 brachte Mary die Single The Chain bei I OH YOU heraus, die von Scott Horscroft produziert und gemixt und von Mike Tucci gemastert wurde. Das Video dazu entstand im Elizabeth Bay House in Sydney unter der Regie von Tyson Perkins.
The Piss, the Perfume und Brat landeten auf Platz 12 bzw. 29 in den nationalen Top-40-Jahrescharts von The AU Review.
Im Februar 2021 kam Marys Single Would You Throw a Diamond? heraus. Produzenten waren Horscroft und Took. Im Video dazu wurde 16-mm-Retromaterial der australischen Filmemacherin Lucy Knox verwendet.
Im Mai 2021 veröffentlichte Mary die Single Young & Stupid samt dazugehörigem Video (Regie: Michael Ridley) und kündigte ihre zweite EP The Drip an, die am 18. Juni bei I OH YOU erschien. Die EP beinhaltete auch The Chain und Would You Throw a Diamond?. Hinzu kamen Sullen Kink, A Boy Called Rock ’n’ Roll und Unholy Winter.
Bernard Zuel rezensierte The Drip für rhythms.com.au. Seine Sorge, dass Popmusik nur noch hellglänzend („bright and shiny“) oder feierlich und selbstbeobachtend („solemn and introspective“), aber dabei immer im gewohnten Rahmen bleibend, was Sound und Arrangements angehe, sei, habe sich mit Marys neuer EP zerstreut. Nach den ersten zehn, kurzzeitig trügerisch-ruhigen, Sekunden des Titeltracks bekomme man den Sound von zwei bis drei Bands, die nach Phil Spectors Wall of Sound klängen.
Bei A Boy Called Rock ’n’ Roll stellte sich Zuel Mary in einem Tarantino-Film vor, wie sie das Mikrophon umfasst, während ihr Kopf vom Wind nach hinten geworfen wird, und dabei mit der Inbrunst einer Tarantino-Protagonistin ihre Lippen zu einem Born-to-Run-Track bewegt, aber ihre eigenen Zeilen in die Kamera singt.
Would You Throw a Diamond? weckte bei Zuel Assoziationen zu Dinosaur Jr. und den Divinyls, wohingegen ihn The Chain an ein 1960er-Jahre-Lied erinnerte, das Blondie gecovert hätten. Sullen Kink hielt er für weniger erfolgreich. Es klinge wie der Versuch eines Space-Invaders-Soundtracks durch Pseudo Echo.
Zuels Fazit lautete: „The Drip ist Popmusik. Popmusik mit vielen Schnörkeln und Dramatik, aber komprimiert zu kompakten, dicht gepackten Nuggets. Hayley Mary ist voll bei der Sache, und es scheint unverschämt, nicht bei dem Spaß mitzumachen.“
The AU Review kürte The Drip zum Album der Woche. Ihr Rezensent Dylan Marshall vergab vier von fünf Sternen. Er hielt The Drip für melodischer als die brutal-ehrliche Vorgänger-EP The Piss, the Perfume. Bei The Chain hörte er einen Glamrock-Vibe der 1980er-Jahre heraus, der die Traurigkeit des Songs verhülle. Would You Throw a Diamond? sei ein borstiges Punkmeisterwerk. Sullen Kink klinge, als ob DMA’s das Lied im vorherigen Jahr hätten veröffentlichen können. Marys Stimme sei der Schlüssel zum Song und die Power Chords des Refrains seien absolute Gewinner. Das Titelstück The Drip sei die absolute Krönung und der größte Ohrwurm. Young & Stupid sei eine zu Herzen gehende Ballade, wohingegen A Boy Called Rock ’n’ Roll bei einem Liveauftritt unbemerkt bleiben könnte. Ebenso lasse Unholy Winter vermutlich den Killerrefrain vermissen, sei aber der sanfteste und gefühlvollste Song der EP.
Im Oktober 2021 veröffentlichte Shannon ihr Solodebütalbum Midnight Sun. Die atmosphärischen Pianostücke waren 2017 während ihres Aufenthalts in Ísafjörður entstanden. Eingespielt wurden sie auf einem Fazioli-Konzertflügel in der Verbrugghen Hall am Sydney Conservatorium of Music. Im Dezember wurde das Album für den Australian Music Prize 2022 nominiert. Nick Buckley vom Guardian nannte es „zerklüftet, schmerzhaft und mitreißend“ („jagged, aching and transportive“). Es sei ein Album mit Kontrasten und Widersprüchen: Friedlichkeit, unterbrochen von Dissonanzen, pendelnd zwischen „Entschlossenheit und Unsicherheit“.
Marys dritte EP Fall in Love erschien ohne Vorankündigung am 25. November 2021, begleitet von einem Video zur gleichnamigen Single, die beide von Oscar Dawson (Holy Holy) produziert wurden.
Took und Horscroft waren erneut am Zustandekommen der EP in den Grove Studios in Somersby involviert. Zeitgleich tat sich Mary mit Holy Holy und der australischen Indiefolkrock-Singer-Songwriterin Tia Gostelow zusammen, um Walking on a Dream von Empire of the Sun für The Sound auf ABC zu performen. Auch im November supportete Mary die Band auf einem Abschnitt ihrer Hello-My-Beautiful-World-Tour durch Australien. Am 28. Mai 2022 fand ein weiterer Auftritt im Forum Theatre in Melbourne statt.
Parry Tritsiniotis rezensierte Fall in Love für themusic.com.au. Mit der EP liefere Mary eine ausgefeilte, zeitgenössische Interpretation weiblicher Romantik, die zu gleichen Teilen selbstbewusst und zielstrebig sei. Der Titelsong sei ein dreckiges Motown-artiges Liebeslied, das für die heutige Welt geschrieben worden sei und ein klares Gespür für großartige Lyrik, eine triumphale und erhebende Produktion und eine allgemein herzerwärmende Stimmung aufweise.
Im Februar 2022 gab Mary im Rahmen der von der Regierung Victorias unterstützten On-the-Road-Again-Initiative ein Gratisstraßenkonzert in Melbourne.
Am 8. April 2022 unterstützte sie DMA’s im Rahmen ihrer The Glow Australian Album Tour bei einem Auftritt im Hordern Pavilion in Sydney. Ein weiterer Auftritt fand am 14. April in der Margaret Court Arena in Melbourne statt.
Von Oktober bis Dezember 2022 supportete Hayley Mary Josh Pyke auf dessen To-Find-Happiness-Tour durch Australien.
Sam Lockwood schloss sich mit dem Sänger und Gitarristen Alister Wright (Cloud Control, Vlossom) zu dem elektronischen Projekt Goddess911 zusammen. 2022 veröffentlichten sie die EPs I.F.I.U und I.F.I.U (Remixes). Auf beiden Ausgaben war Heather Shannon am titelgebenden I Fucked It Up und an Saturn’s Wings beteiligt. Die entsprechenden Remixe stammen von dem in London lebenden Musiker, Elektronikproduzenten und Radiomoderator Coby Sey und von der in Kaifeng geborenen und in Vancouver lebenden Komponistin, DJ und Sound Artistin Yu Su.
Mary war Co-Autorin und Backgroundsängerin bei dem Track Everybody's Saying Thursday's the Weekend auf dem DMA’s-Album How Many Dreams?, das Ende März 2023 erschien.
Im April 2023 kündigte die australische Power-Pop-Band You Am I für Juli und August eine Australientour mit Tommy und anderen The-Who-Klassikern an. Unterstützung erhielt die Band durch Hayley Mary und Sarah McLeod (The Superjesus). Geoff Jenke rezensierte den Auftritt der Band vom 16. August in der Hindley Street Music Hall in Adelaide für hifiway.live. Mary sang Cousin Kevin, Acid Queen, Fiddle About (verkleidet als Uncle Ernie), Tommy Can You Hear Me? (im Duett mit McLeod), Sally Simpson und Sensation. Gemeinsames Schlusslied vor den Zugaben war We’re Not Gonna Take It. Baba O’Riley (mit McLeod als Backgroundsängerin) bildete den Abschluss des Abends. Jenke zeigte sich von der Energie aller Beteiligten begeistert und von der Lautstärke zweier Songs (Fiddle About und Sally Simpson) beeindruckt. Sensation sei ganz einfach sensationell gewesen.
Im Juni 2023 veröffentlichte der der Yorta-Yorta-Nation angehörende australische Singer-Songwriter, Gitarrist und Didgeridoo-Spieler Scott Darlow die Single Deadly Heart, Titelsong eines im Oktober 2023 erschienenen gleichnamigen Albums, auf der Mary ihn gesanglich begleitete. Das offizielle Video zur Single erschien im Juli 2023 auf YouTube. Es zeigt einen Liveauftritt der beiden beim Treaty-Day-Out-Festival vom 3. Juni 2023 im Burnley Circus Park in Melbourne. Das Festival wurde von der First Peoples’ Assembly of Victoria organisiert und setzt sich für Vertragsverhandlungen zwischen den Aboriginal People, den Torres-Strait-Insulanern und der Regierung in Victoria und gegen das koloniale und rassistische Erbe Australiens ein.
Im September 2023 supportete Hayley Mary Tim Finn (Crowded House / Split Enz) auf dem australischen Teil seiner The-Lives-and-Times-of-Tim-Finn-Tour. Abschließend trat sie am 17. September solo mit Bandbegleitung im Sydney Opera House auf.
Am 11. Juli 2024 kündigte Mary ihr neues Album Roman XS für den 25. Oktober an. Gleichzeitig veröffentlichte sie die Single The Lonely One. Co-Autor war Lewis Stephenson (auch bekannt als Reggie Goodchild) von der australischen Indie-Elektropop-Band Confidence Man (außerdem tätig bei The Belligerents, Moses Gunn Collective, Big Wett). Das dazugehörige Video entstand unter der Regie von Richard Clifford. Zuvor hatte sie im April One Last Drag und im Juni The Ballad of Ruby Wednesday als Singles veröffentlicht. Neben Stephenson fungierten auch Mitchell, Took und Mary selbst als Produzenten von Roman XS.
Dylan Marshall vergab 4,5 von 5 Sternen bei The AU Review. Roman XS sei ein Album, das üppige und expansive Klänge durchquere, die alle mit klassischen Rock-Vibes und -Feelings verbunden seien. Der starke Eröffnungstrack One Last Drag tuckere mit einem Discobeat vor sich hin, wobei die sofort erkennbaren Vocals einen großen Teil der Schwerstarbeit übernähmen. Millionaire klinge wie ein Ableger aus der Prisoner-Ära, während The Lonely One wie der vollständigste Song auf dem Album wirke. Some Rainbows und Eighteen bauten bis zu ihren jeweiligen Höhepunkten immer weiter auf und gäben ihr Bestes, um das Stadionrockfeeling der Killers nachzuahmen. The Ballad of Ruby Wednesday sei beschwingt und voller Spaß, während What Makes a Man Cry und das abschließende Eris introspektiv seien und eine nachdenkliche Seite von Hayley Mary zeigten, die vorher nicht unbedingt zu erkennen gewesen sei. Der ausgelassene Vierminüter Primordial Afterglow fühle sich wie der Höhepunkt des Albums an. Das Stück schlage mit zusätzlichen Percussions, Bläsern und einer sonnigen Wochenendnachmittagsstimmung alle Vorsicht in den Wind. Abschließend verlieh Marshall seinem Gefühl Ausdruck, dass Mary bei Roman XS genug getan habe, um ihren Anspruch als eine der ganz Großen zu behaupten.

### Like a Version(Triple J)
Im Februar 2012 coverte Josh Pyke zusammen mit Elana Stone (The Rescue Ships) Endless Summer für Triple Js Like-a-Version-Reihe. Im April spielte dann Big Scary eine Version von Hurt Me in der Radioshow.
Die Jezabels traten dort 2014 und 2016 mit Don’t Stop Believin’ (Journey) und If You Go (Sticky Fingers) auf. Außerdem spielten sie ihre eigenen Songs Look of Love und Pleasure Drive.
Im Februar 2021 präsentierte Hayley Mary ihre neue Single Would You Throw a Diamond? und eine Coverversion von Lana del Reys Chemtrails over the Country Club mit der Unterstützung durch eine rein weibliche Band: Rosie Fitzgerald, Bassistin bei I Know Leopard, Annie Hamilton, Kat Ayala (beide Gitarre), Astrid Holz (Drums), Lozz Benson (Keytar). Die modische Ausstattung stammte von Alice McCall.

### Filmmusik
Für den australischen Mystery-Kurzfilm The Garden (2011) steuerte die Band Musik bei.
Die Episode Hope for the Hopeless (Hoffnung für die Hoffnungslosen) der TV-Serie Grey’s Anatomy beinhaltete 2012 den Song Easy to Love.
Nobody Nowhere fand im Juli 2012 in der 7. Episode (In the Beginning / Am Anfang) der 5. Staffel von True Blood Verwendung.
Endless Summer ist Schlusslied des australischen Surferdramas Drift – Besiege die Welle (2013).
Eden, die letzte Folge der 4. Staffel der Netflix-Serie The Killing, enthielt 2014 Piece of Mind als Hintergrundmusik.
Der Soundtrack der 6. Episode (I Want to Be in Everyone’s Breast Pocket, Caressing Half of London’s Nipples / Tuchfühlung) der 7. Staffel (2014) der britischen Scripted-Reality-Serie Made in Chelsea beinhaltete Angels of Fire.
Heather Shannon und Sam Lockwood erreichten 2014 das Tropscore-Finale bei Australiens größtem Filmmusikwettbewerb. Außerdem schrieben sie die Stücke Picture of You und Running Song für den Original Score des Sportlerdramas Broke (2016) und spielten sie ein.
Für die Komödie Book Week komponierten sie 2018 gemeinsam mit Gabrielle Hunter Man’s World für den Soundtrack. Zudem befinden sich dort Shannons und Lockwoods Stücke Bedtime und Library Reading.
Blood von Cult of Helix war im Soundtrack der am 26. Dezember 2019 gestarteten 2. Staffel (2. Episode: Just the Tip / Nur die Spitze) der Netflix-Serie You – Du wirst mich lieben zu hören.
Marys Like a Woman Should ist im Soundtrack der 2. Episode (Ponies) der Netflix-Serie Maid (2021) zu hören.

## Diskografie

### The Jezabels
Alben
- Prisoner (2011)
- Live at the Hordern Pavilion (2012, in Deutschland nur als Import bzw. mp3 erhältlich. Auch auf DVD erschienen, ebenfalls nur Import.)
- The Brink (2014)
- Synthia (2016)

EPs
- The Man Is Dead (2009, AU: Gold)
- She’s So Hard (2009)
- Dark Storm (2010)

Lieder
- Hurt Me (2009)
- Dark Storm (2010)
- Endless Summer (2011)
- Trycolour (2011)
- Rosebud (2012)
- City Girl (2012)
- The End (2013)
- Look of Love (2014)
- Come Alive (2015)
- Pleasure Drive (2016)
- My Love Is My Disease (2016)
- Smile (2016)

### Hayley Mary
Album
- Roman XS (2024)

EPs
- The Piss, the Perfume (2020)
- The Drip (2021)
- Fall in Love (2021)

### Heather Shannon
Album
- Midnight Sun (2021)